# Ковінгтон (Вірджинія)
Ковінгтон (англ. Covington) — незалежне місто в США,  в штаті Вірджинія. Населення — 5737 осіб (2020).

## Географія
Ковінгтон розташований за координатами 37°46′41″ пн. ш. 79°59′10″ зх. д. / 37.77806° пн. ш. 79.98611° зх. д. ( 37.778143, -79.986039).  За даними Бюро перепису населення США в 2010 році місто мало площу 14,69 км², з яких 14,16 км² — суходіл та 0,52 км² — водойми.

## Демографія
Згідно з переписом 2010 року, у місті мешкала 5961 особа в 2632 домогосподарствах у складі 1559 родин. Густота населення становила 406 осіб/км².  Було 3067 помешкань (209/км²). 
Расовий склад населення:
| - 84,1 % — білих - 12,5 % — чорних або афроамериканців - 0,6 % — азіатів - 0,3 % — корінних американців |

До двох чи більше рас належало 1,9 %. Іспаномовні складали 1,5 % від усіх жителів.
За віковим діапазоном населення розподілялося таким чином: 21,3 % — особи молодші 18 років, 60,0 % — особи у віці 18—64 років, 18,7 % — особи у віці 65 років та старші. Медіана віку мешканця становила 42,9 року. На 100 осіб жіночої статі у місті припадало 93,9 чоловіків;  на 100 жінок у віці від 18 років та старших — 91,4 чоловіків також старших 18 років.
Середній дохід на одне домашнє господарство  становив 43 694 долари США (медіана — 34 746), а середній дохід на одну сім'ю — 54 470 доларів (медіана — 46 541). Медіана доходів становила 43 104 долари для чоловіків та 26 122 долари для жінок. За межею бідності перебувало 25,5 % осіб, у тому числі 38,4 % дітей у віці до 18 років та 12,9 % осіб у віці 65 років та старших.
Цивільне працевлаштоване населення становило 2160 осіб. Основні галузі зайнятості: виробництво — 20,0 %, освіта, охорона здоров'я та соціальна допомога — 20,0 %, роздрібна торгівля — 17,9 %.